# Кушнир, Илья Иосифович
Илья́ Ио́сифович Кушни́р (19 апреля 1921, Сольцы, Новгородская область — 2 марта 1997, Великий Новгород) — архитектор, учёный, писатель, кандидат архитектуры (1979). Ветеран Великой Отечественной войны (1941—1945). Член Союза архитекторов СССР с 1949 года. Член Союза журналистов СССР с 1966 года. Член Совета ВООПИиК с 1968 года. Лектор общества «Знание». Член градостроительного Совета с 1966 года. Главный архитектор Великого Новгорода (1966—1972).
Автор фундаментальных трудов, посвящённых изучению культурного слоя Великого Новгорода и многих других научных изданий и статей. Им впервые было разработано научное обоснование и определение «культурного слоя».

## Биография
Кушнир Илья Иосифович родился 19 апреля 1921 года в городе Сольцы Новгородской области в семье кустаря. Отец — Иосиф Самуилович Кушнир 1884 года рождения. Мать — Хана Цодиковна Кушнир 1889 года рождения. Брат — Цодик (1915—1945); сестры: Рахиль (1922—2020), Мира (1928—2017), Ася (1929—2021).
В 1938 году окончил Солецкую среднюю школу с отличием и поступил в Ленинградский инженерно-строительный институт (ЛИСИ), (ныне Санкт-Петербургский государственный архитектурно-строительный университет) на архитектурный факультет.
С 01 июля 1941 года по май 1945 года был призван в Советскую армию. Участвовал в Великой Отечественной войне на разных фронтах в составе 36 саперной бригады, 307 УВСР, 50 Военно-строительного отряда в должности старшего инженера на Центральном и втором Украинском фронтах. Награждён двадцатью двумя наградами, восемнадцать из которых государственные и правительственные, в том числе: орденом Отечественной войны 2-й степени, медалями «За оборону Москвы», «За оборону Кавказа», «За взятие Будапешта», «За победу над Германией в Великой Отечественной войне 1941—1945 гг.», «За доблестный труд в ознаменование 100-летия со дня рождения В. И. Ленина» и др. , пятью благодарностями Верховного Главнокомандующего Сталин Иосиф Виссарионович и многими другими наградами.
В 1945 году был демобилизован и продолжил учёбу в Ленинградском инженерно-строительном институте на архитектурном факультете, который окончил в 1947 году с отличием. После окончания института был направлен на работу в Новгород на восстановление разрушенного города. В Новгороде работал в проектных организациях, пройдя путь от архитектора до главного архитектора проекта, руководителя мастерской.
С 1949 года — член Союза архитекторов СССР. Член Союза журналистов СССР, а также член градостроительного Совета Новгорода с 1966 года.
Депутат Новгородского городского Совета народных депутатов (1966—1972)
Главный архитектор Новгорода (1966—1972).
С 1966 года — член градостроительного Совета Новгорода.
С 1975 года по 1987 год возглавлял проектную контору «Новжилкоммунпроект».
С 1987 года по 1993 год работал в Управлении архитектуры Новгорода.
С 1968 года — член Совета ВООПИиК.
С 1994 года по 1997 председатель лицензионного центра Новгородской организации Союза архитекторов.
Общий стаж работы И. И. Кушнира более 50 лет.

## Общественная и трудовая деятельность
И. И. Кушнир имел многочисленные успехи в работе. В его трудовой книжке отмечено 60 поощрений, множество раз был занесён на доску «Почета», награждён 32 почетными грамотами, в том числе: «За достигнутые успехи в социалистическом соревновании, развитии строительства области», грамотами горисполкома «За активное участие в работе по восстановлению и благоустройству города Новгорода», «За активное участие в хозяйственном и культурном строительстве города», «За долголетний и безупречный труд», «За многолетний и добросовестный труд, большой вклад в решение градостроительных задач города Новгорода», «За большую работу по застройке и архитектурному оформлению Новгорода», «За многолетнюю и добросовестную работу в градостроительных организациях, активное участие в общественной жизни».
Имеет почётные грамоты Союза архитекторов РСФСР.
За особые заслуги в создании и улучшении внешнего облика Новгорода он награждён Новгородским горисполкомом Почетным знаком «За заботу о красоте Новгорода».
Его активная работа в секции охраны памятников архитектуры областного Совета ВООПИиК, отмечена нагрудным знаком «За активную работу в обществе». За высокие производственные показатели, успехи в области проектирования капитального ремонта он удостоен почётного знака «Ударник Х1 Пятилетки». Министерством жилищно-коммунального хозяйства РСФСР он также награждён знаком «Отличник социалистического соревнования коммунального хозяйства». В 1970 году был награждён правительственной наградой медалью «За добросовестный труд» в ознаменование 100-летия со дня рождения В. И. Ленина.
Илья Иосифович неоднократно участвовал в различных конкурсах, завоевывал призовые места. Его проекты отмечались премиями и дипломами Управления по делам архитектуры при Совете Министров РСФСР и местными органами. За участие в смотрах на лучшее выстроенное здание, как главный архитектор города, был дважды премирован Госстроем РСФСР.
Как член градостроительного совета и эксперт И. И. Кушнир способствовал в значительной степени, в том числе и на уровне генеральных планов, улучшению застройки Новгорода и других городов области.

## Проекты и постройки
Объекты послевоенного восстановления г. Новгорода:
- ансамбль домов № 3 (ныне «Новгородэнерго»), № 7, № 9, № 11 по Большой Санкт-Петербургской улице, отмеченных премией управления по делам архитектуры при Совмине РСФСР;
- гостиница «Волхов»;
- баня на набережной Александра Невского (снесена в августе 2019[3]);
- здание торгово-кооперативного техникума на проспекте Гагарина;
- детская поликлиника на набережной А. Невского;
- жилые дома по Советской улице (Людогоще), улице Льва Толстого (Чудинцевой), улице Тимура Фрунзе (Оловянке) и многие другие здания.

Скверы и площади г. Новгорода:
- Вокзальная площадь;
- площадь Карла Маркса;
- Кремлёвский парк (южная часть);
- сквер на набережной А. Невского;
- сквер у ДК «Профсоюзов» (Город);
- площадь Победы — Софийская площадь (в соавторстве);
- воинское захоронение в Григорово и многое другое.

Всего им, а также в соавторстве с другими архитекторами спроектировано свыше трёхсот объектов в Новгороде. Многие его авторские работы до сих пор являются достоянием города.
Проекты в других городах:
- трактир «Любава» в Крестецком районе,
- здание грязелечебницы в городе Старая Русса,

Большое внимание И. И. Кушнир уделял своей малой родине — городу Сольцы. Его первой работой как архитектора, был проект восстановления школы, в которой он учился.
Работая в Новгороде, он добился чтобы многие разработки, касающиеся строительства и восстановления разрушенного города Сольцы, поручили ему. И ему пошли навстречу. Почти все здания и сооружения проектировал Кушнир. Последний его проект — восстановление Ильинского собора и проект городского парка, который был разработан с учётом последних достижений архитектуры.
Илья Иосифович являлся главным архитектором многих проектов планировки и застройки совхозных поселков, таких как «Гвардеец», «Налишки», «Амосовский», «Суворовский», «Лычковский», «Травково», «Путиловец» и целый ряд других.
Архитектором Кушниром была оказана большая творческая помощь в улучшении архитектуры сельской застройки в Архангельской и Вологодской областях, где им и под его руководством были выполнены проекты планировок усадеб совхозов «Думино», «Усть Кубинский», «Чучковский», «Домшино» и др.
Работая в должности главного архитектора города Новгорода Илья Иосифович сумел добиться осуществления застройки города на плановой и научной основе. Впервые при нём был разработан план детальной планировки центральной части города, план охранных исторических зон и зон регулирования застройки, что послужило для дальнейшего развития города.

## Научная деятельность
Свою практическую деятельность И. И. Кушнир совмещал с наукой. Им написано и опубликовано немало научных статей и книг, в том числе в изданиях Академии Наук СССР. Только о городе Новгороде, его улицах и архитектуре написано им (и в соавторстве) десять книг и свыше 200 статей в различных газетах и журналах. Его книги и научные труды прославляют Великий Новгород и находятся во многих библиотеках не только Новгородской области, России, но и в зарубежных.
Кушниром было разработано положение по строительству на культурном слое, что дало возможность в дальнейшем разработать нормативные и законодательные документы по охране культурного слоя как национального достояния России. Илья Иосифович впервые по Новгороду сделал научно обоснованное определение культурного слоя, его нахождение в плане, мощность в пределах древнего Новгорода. Его научные разработки были в дальнейшем применены в 114 городах России. На его исследования ссылаются многие учёные, его научные труды по Новгороду широко известны в стране и оценены такими известными учеными-академиками как Д. С. Лихачёв, В. Л. Янин; профессорами: А. Н. Иконников, В. И. Пилявский, В. А. Чантурия, Л. П. Лавров; В. В. Седов и многими другими. В его монографии «Архитектура Новгорода» показана полная научно обоснованная картина градостроительного развития города Новгорода. На труды Ильи Иосифовича имеются ссылки в Большой, Малой Советских и Географической энциклопедиях. Многое можно узнать о нём в Российской архитектурно-строительной энциклопедии; Новгородской городской библиотеке культурного центра «Диалог»; книге Памяти Новгородской области «Солдаты Победы: ветераны Великой Отечественной войны 1941—1945 гг.»; Бессмертный полк России.
В 1979 году И. И. Кушниру присуждена учёная степень «кандидат архитектуры» за важнейший вклад в науку о градостроительстве города.
И. И. Кушнир обладал широким кругозором: проводил большую пропагандистскую и воспитательную работу среди молодежи и трудящихся города, выступал с докладами и лекциями по архитектуре Новгорода, являясь членом общества «Знание»; неоднократно избирался депутатом Новгородского городского Совета народных депутатов с 1966 по 1972 годы; хорошо рисовал акварели, о чём свидетельствуют многочисленные выставки его работ.
Илья Иосифович Кушнир работал до последнего часа действующим архитектором и умер 2 марта 1997 года.

## Награды и премии
Кушнир И. И. награжден 22 наградами, 16 из которых государственные и правительственные,
Пятью Благодарностями Верховного Главнокомандующего И. В. Сталина.
- Знак «Отличный сапер» (1945)
- Медаль «За победу над Германией» (1945)
- Медаль «За взятие Будапешта» (1945)
- Медаль «За оборону Москвы» (1944)
- Медаль «За оборону Кавказа» (1944)
- Знак «Отличник социалистического соревнования коммунального хозяйства РСФСР» (1955)
- Юбилейная медаль «Двадцать лет Победы в Великой Отечественной войне 1941—1945 гг.» (1965)
- Юбилейная медаль «50 лет Вооружённых Сил СССР» (1967)
- Знак «25 лет победы в Великой Отечественной войне» (1970)
- Медаль «В ознаменование 100-летия со дня рождения Владимира Ильича Ленина» (1970)
- Медаль «Тридцать лет Победы в Великой Отечественной войне 1941-1945 гг.» (1975)
- Знак «Победитель социалистического соревнования 1976 года» (1977)
- Медаль «Ветеран труда» (1977)
- Юбилейная медаль «60 лет Вооружённых Сил СССР» (1978)
- Знак «Победитель социалистического соревнования 1980 года» (1981)
- Орден Отечественной войны II степени (1985)
- Знак «За заботу о красоте Новгорода» (1985)
- Юбилейная медаль «Сорок лет Победы в Великой Отечественной войне 1941—1945 гг.» (1985)
- Юбилейная медаль «70 лет Вооружённых Сил СССР» (1988)
- Знак «50 лет освобождения Новгорода» (1994)
- Юбилейная медаль «50 лет Победы в Великой Отечественной войне 1941—1945 гг.» (1995)
- Медаль Жукова (1996)
- Пять Благодарностей Верховного Главнокомандующего И. В. Сталина (1943—1945).
- 32 почетные грамоты ; 60 поощрений.

## Память
- Решением Думы Великого Новгорода от 24.04.2003 г. № 528 «Об установлении мемориальной доски на доме № 3 по ул. Большая Санкт-Петербургская» была установлена мемориальная доска с именем И. И. Кушнира.
- Решением Совета депутатов Солецкого городского поселения от19 июня 2013 года новой улице на территории юго-западного микрорайона г. Сольцы присвоено название — «улица Ильи Кушнира».
- В 2016 году установлена мемориальная доска на фасаде здания — трактир «Любава» д. Зайцево Крестецкого района Новгородской обл., посвящённая автору проекта — архитектору И. И. Кушниру.
- Решением Думы Великого Новгорода № 1279 от 26.10.2017 г. новой улице Великого Новгорода присвоено название — «улица Архитектора Кушнира».
- 3 Мая 2018 года установлена мемориальная доска защитникам Родины в часовне Зверин-Покровского монастыря в г. Великий Новгород.

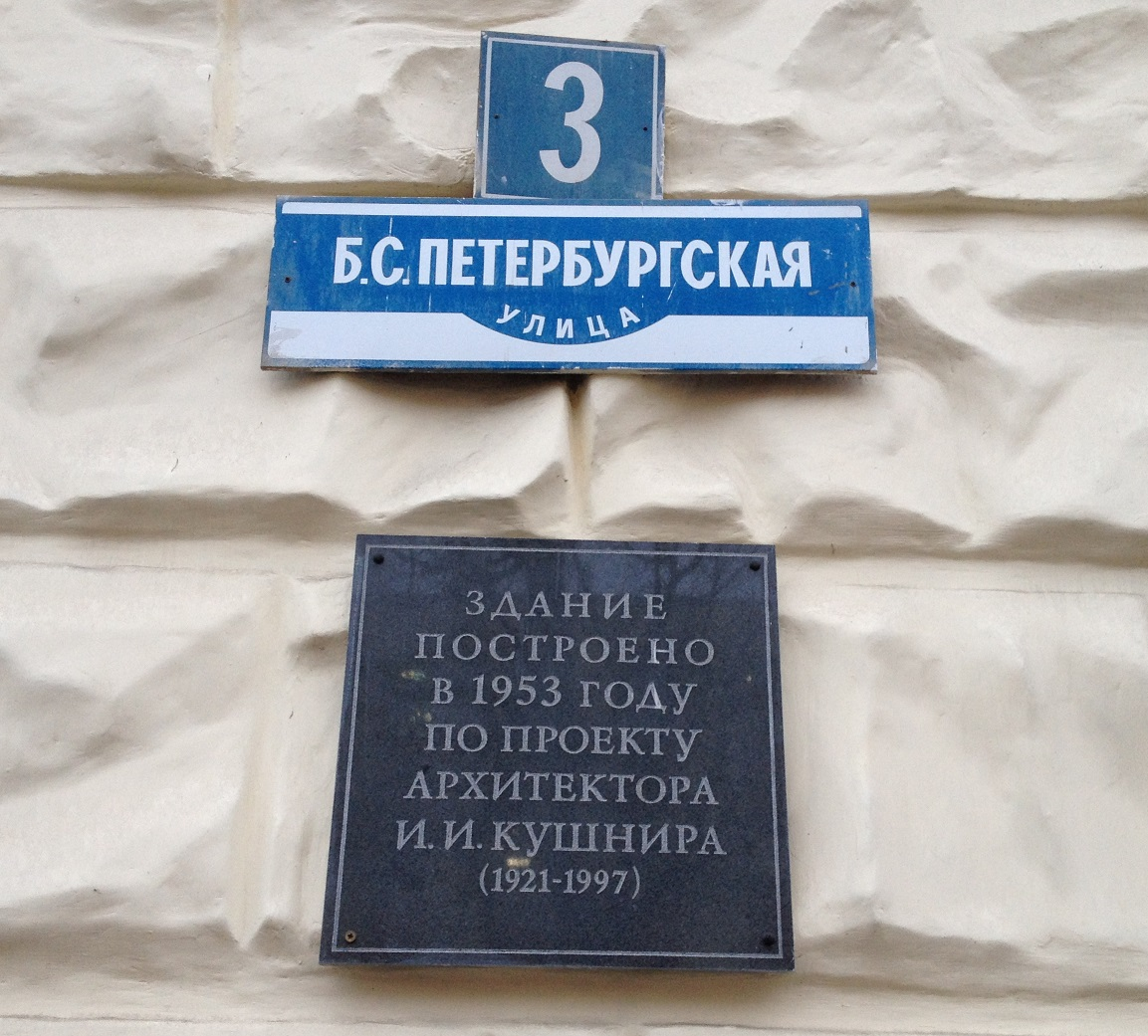
Мемориальная доска по Б. Санкт-Петербургской ул., д. 3, г. Великий Новгород
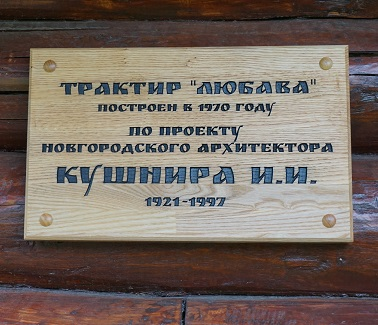
Мемориальная доска на фасаде здания — трактир «Любава» д. Зайцево Крестецкого района Новгородской обл.
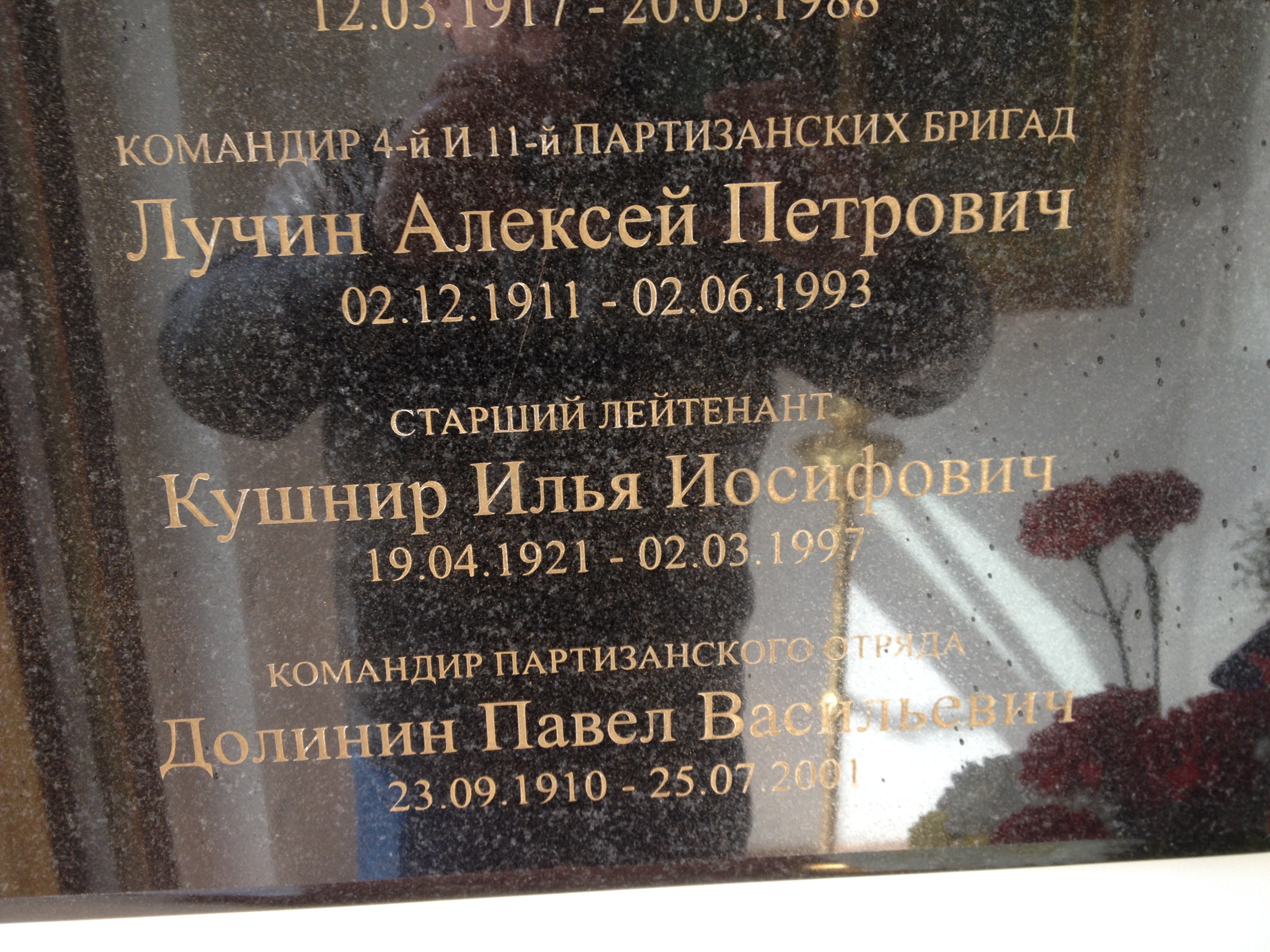
Мемориальная доска защитникам родины в часовне Зверин-Покровского монастыря
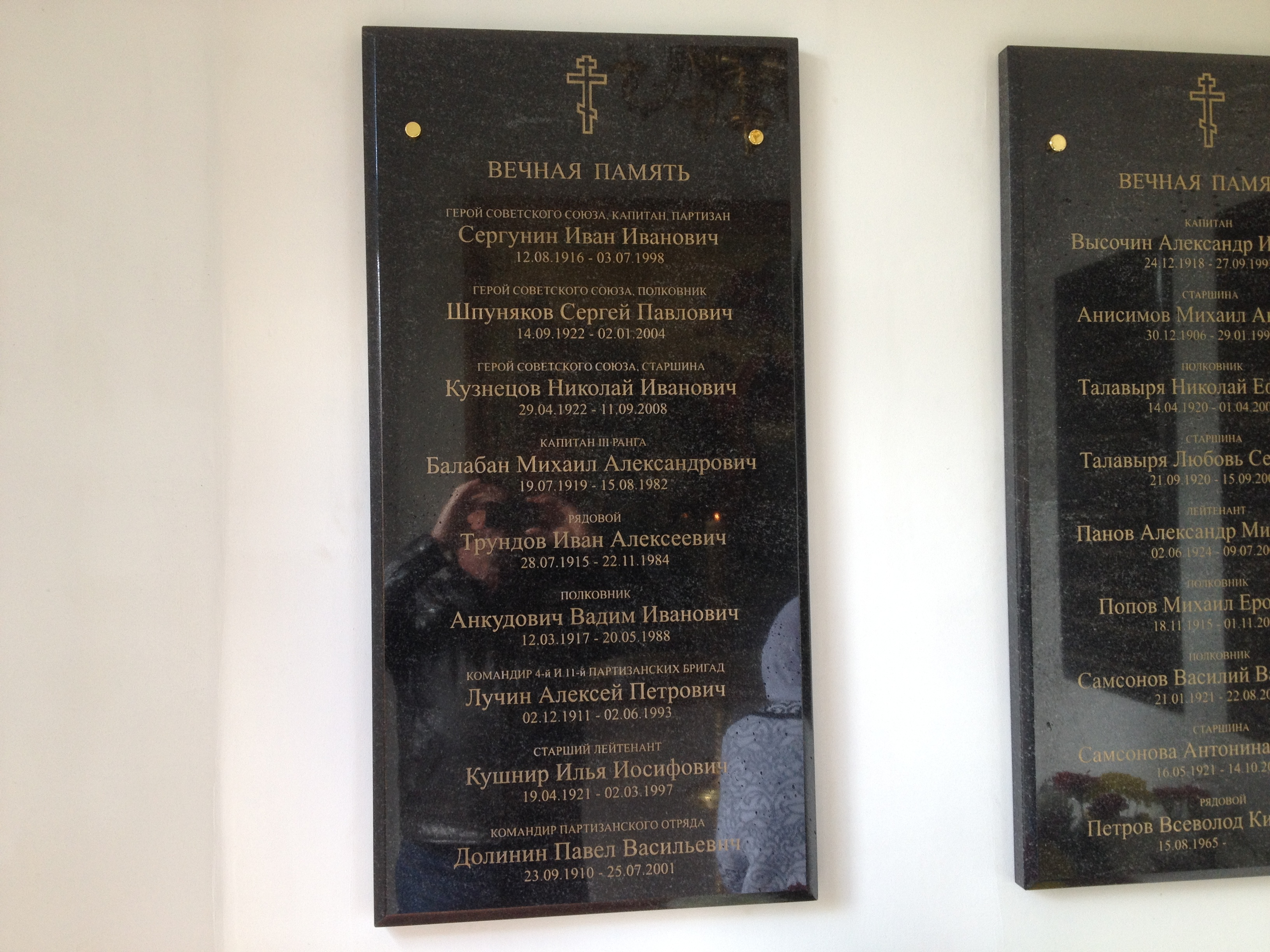
Мемориальная доска защитникам родины в часовне Зверин-Покровского монастыря (общий вид)

## Семья
В 1948 году женился на Изольде Михайловне Тюренковой (1929—2021). В 1949 году родился сын Михаил — впоследствии ставший журналистом, культурологом и преподавателем.  В 1955 году родился второй сын — Александр (ныне — Заслуженный строитель РФ).

## Публикации
- И. И. Кушнир Неизвестная работа русского архитектора. Публикация в газете «Новгородская правда» № 14/2076 от 20.01.1953 г.
- И. И. Кушнир О кремлёвском сквере. Публикация в газете «Новгородская правда» от 18.02.1953 г.
- И. И. Кушнир Работа архитектора Ткачева в Новгороде. Публикация в газете «Новгородская правда» № 254/2316 от 23.12.1953 г.
- И. И. Кушнир Площадь победы. Публикация в газете «Новгородская правда» № 50/2631 от 11.03.1955 г.
- И. И. Кушнир Градостроительство Новгорода во второй половине XVIII — первой половине XIX веков — Новгородский исторический сборник Выпуск 9, гор. Новгород, 1959 г.
- И. И. Кушнир Архитектура Новгорода — Книжная редакция газеты «Новгородская правда», 1959 г.
- Советская Археология № 3 (отдельный оттиск) И. И. Кушнир о культурном слое Новгорода — Академия наук СССР, Москва, 1960 г.
- Советская Археология (отдельный оттиск) И. И. Кушнир о культурном слое Новгорода — Академия наук СССР, Москва, 1964 г.
- И. И. Кушнир Новгород — Стройиздат. Ленинградское отделение, 1967 г.
- И. И. Кушнир Новгород — Стройиздат. Ленинградское отделение, 1972 г.
- И. И. Кушнир Новгород путеводитель — Лениздат, 1972 г.
- И. А. Зайцев, И. И. Кушнир Улицы Новгорода справочник — Лениздат, 1975 г.
- И. И. Кушнир История формирования архитектурно-планировочной структуры Новгорода — Ленинградский ордена трудового красного знамени инженерно-строительный институт/Новгородская областная типография, 1978 г.
- И. А. Зайцев, И. И. Кушнир Улицы Новгорода справочник 2-е изд., перераб. и доп.- Лениздат, 1980 г. — 184 с., ил.
- Авторский коллектив: И. И. Кушнир, Н. А. Антонов, Н. И. Вахрушев, И. Н. Вязинин, В. В. Гарновский, В. В. Гормин, В. Н. Жуков, Н. М. Иванов, А. К. Кобляков, В. П. Малышева, Г. Т. Нарышкин, В. И. Олисов, В. А. Соколов, В. И. Хохловский Достопримечательности Новгородской области — Лениздат, 1982 г.
- И. И. Кушнир Архитектура Новгорода — Лениздат, 1982 г.
- И. И. Кушнир Архитектура Новгорода — Стройиздат. Ленинградское отделение, 1991 г.

Так же И. И. Кушнир написал более 58 публикации в газете «Новгородская правда», более 10 публикации в газете «Новгородский комсомолец» с 1952 по 1967 год.